# Senjamin Burić
Pour les articles homonymes, voir Burić.
Senjamin Burić, né le 20 novembre 1990 à Doboj, est un joueur bosnien de handball évoluant au poste de pivot au RK Zagreb et en équipe nationale de Bosnie-Herzégovine.

## Biographie
En janvier 2019, il signe à Cesson Rennes un contrat de deux saisons à compter de l'été. Mais le club Rennais est relégué en deuxième division au terme de la saison. Le départ de Romaric Guillo vers le KS Kielce libère une place dans l’effectif du HBC Nantes et un accord est trouvé entre les trois parties pour que Burić retrouve Nantes pour une saison.

### Vie privée
Il est le frère jumeau de Benjamin Burić, également joueur international de handball, évoluant au poste de gardien.
En 2018, il se marie avec Sonja Bašić qui accouche ensuite de leur bébé.

## Palmarès

### En club
Compétitions internationales
- Finaliste de la Ligue des champions (1) : 2018

Compétitions nationales
- Vainqueur de la Coupe de France (1) : 2017
- Deuxième du Championnat de France (1) : 2017, 2020
- Finaliste de la Coupe de la Ligue (1) : 2017
- Finaliste du Trophée des champions (1) : 2016
- Vainqueur du Championnat de Croatie (1) : 2019
- Vainqueur de la Coupe de Croatie (1) : 2019

### En équipe nationale
- 20e place au Championnat du monde 2015
- 23e place au Championnat d'Europe 2020